# Liste der Kulturdenkmäler in Escaldes-Engordany
In der Liste der Kulturdenkmäler in Escaldes-Engordany sind alle Kulturdenkmäler der andorranischen Parròquia Escaldes-Engordany aufgelistet. Grundlage ist das Gesetz über das kulturelle Erbe Andorras (katalanisch: Llei del patrimoni cultural d’Andorra) vom 12. Juni 2003.

## Baudenkmäler
- Església de Sant Pere Màrtir

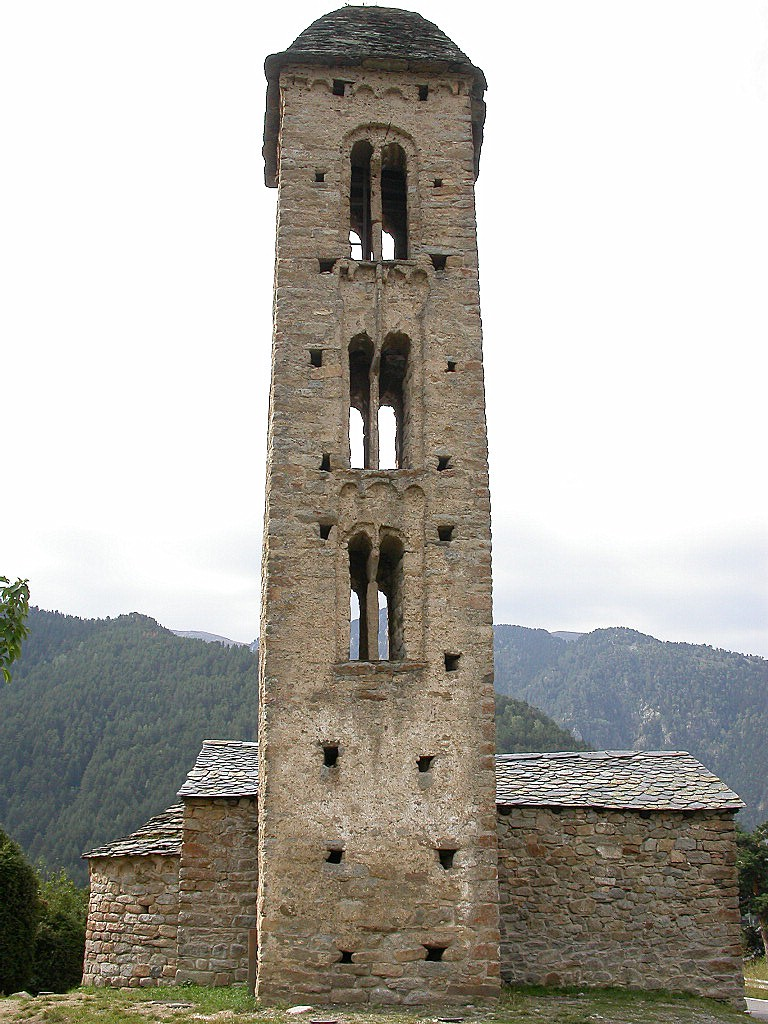
Església de Sant Miquel d’Engolasters

- Església de Sant Miquel d’Engolasters
- Església de Sant Romà dels Vilars
- Pont dels Escalls
- Pont Pla
- Pont d’Engordany
- Pont de la Tosca

## Archäologische Bereiche
- Gravats de cal Diumenge
- Farga d’Andorra
- Sant Jaume d’Engordany